# Élections législatives de 1981 en Corse-du-Sud
Les élections législatives françaises de 1981 en Corse-du-Sud se déroulent les 14 et 21 juin 1981.

## Élus
| Circonscription | Député sortant           | Parti | Parti | Député élu ou réélu      | Parti | Parti |
| --------------- | ------------------------ | ----- | ----- | ------------------------ | ----- | ----- |
| 1re             | Jean Bozzi               |       | RPR   | Nicolas Alfonsi          |       | MRG   |
| 2e              | Jean-Paul de Rocca Serra |       | RPR   | Jean-Paul de Rocca Serra |       | RPR   |

## Positionnement des partis
Le Mouvement des radicaux de gauche et le Parti socialiste, au nom de la nouvelle majorité présidentielle, se présentent dans les deux circonscriptions de Corse-du-Sud. Les radicaux de gauche investissent Nicolas Alfonsi, maire de Piana et conseiller général des Deux-Sevi et les socialistes, Ange Pantaloni, dans la circonscription d'Ajaccio (1re), tandis que Toussaint Luciani, maire de Moca-Croce et conseiller général de Petreto-Bicchisano, bénéficie du soutien des deux formations dans celle de Sartène (2e). Il en est de même pour le Parti communiste français, sous l'appellation « majorité d'union de la gauche », qui présente Albert Ferracci et Dominique Bucchini.
La majorité sortante, réunie dans l'Union pour la nouvelle majorité (UNM), soutient quant à elle le député-maire sortant RPR de Porto-Vecchio Jean-Paul de Rocca Serra, aussi président du conseil général (élu dans le canton de Porto-Vecchio) et du conseil régional. Dans la première circonscription, elle part divisée et donne l'investiture à deux candidats : José Rossi, conseiller général d'Ajaccio-IV et conseiller régional, pour l'UDF-PR et Jean Bozzi, sortant RPR par ailleurs soutenu par le Centre national des indépendants et paysans (CNIP) et le Comité central bonapartiste (CCB). On compte enfin un candidat divers droite, M. Desanti, à Sartène.

## Résultats

### Résultats à l'échelle du département
| Parti          | Parti                              | Premier tour | Premier tour | Second tour | Second tour | Sièges |
| Parti          | Parti                              | Voix         | %            | Voix        | %           | Sièges |
| -------------- | ---------------------------------- | ------------ | ------------ | ----------- | ----------- | ------ |
|                | Rassemblement pour la République   | 18 283       | 31,65        |             |             | 1      |
|                | Union pour la démocratie française | 11 342       | 19,63        | 20 255      | 47,22       | 0      |
|                | Divers droite                      | 57           | 0,10         |             |             | 0      |
|                | Union pour la nouvelle majorité    | 29 682       | 51,38        | 20 255      | 47,22       | 1      |
|                |                                    |              |              |             |             |        |
|                | Mouvement des radicaux de gauche   | 14 577       | 25,23        | 22 641      | 52,78       | 1      |
|                | Parti communiste français          | 9 054        | 15,67        |             |             | 0      |
|                | Parti socialiste                   | 4 459        | 7,72         | 0           |             |        |
|                | Majorité présidentielle            | 28 090       | 48,62        | 22 641      | 52,78       | 1      |
|                |                                    |              |              |             |             |        |
| Inscrits       | Inscrits                           | 90 565       | 100,00       | 60 219      | 100,00      | 2      |
| Abstentions    | Abstentions                        | 32 095       | 35,44        | 16 501      | 27,4        |        |
| Votants        | Votants                            | 58 470       | 64,56        | 43 718      | 72,6        |        |
| Blancs et nuls | Blancs et nuls                     | 698          | 1,19         | 822         | 1,88        |        |
| Exprimés       | Exprimés                           | 57 772       | 98,81        | 42 896      | 98,12       |        |

### Résultats par circonscription

#### Première circonscription (Ajaccio)
| Candidat       | Candidat            | Parti          | Premier tour | Premier tour | Second tour | Second tour |  |
| Candidat       | Candidat            | Parti          | Voix         | %            | Voix        | %           |  |
| -------------- | ------------------- | -------------- | ------------ | ------------ | ----------- | ----------- |  |
|                | José Rossi          | UDF (PR)       | 11 342       | 30,11        | 20 255      | 47,22       |  |
|                | Nicolas Alfonsi élu | MRG            | 10 258       | 27,23        | 22 641      | 52,78       |  |
|                | Jean Bozzi sortant  | RPR (UNM)      | 7 064        | 18,74        |             |             |  |
|                | Albert Ferracci     | PCF            | 4 542        | 12,06        |             |             |  |
|                | Ange Pantaloni      | PS             | 4 459        | 11,84        |             |             |  |
|                |                     |                |              |              |             |             |  |
| Inscrits       | Inscrits            | Inscrits       | 60 216       | 100,00       | 60 219      | 100,00      |  |
| Abstentions    | Abstentions         | Abstentions    | 22 104       | 36,71        | 16 501      | 27,4        |  |
| Votants        | Votants             | Votants        | 38 112       | 63,29        | 43 718      | 72,6        |  |
| Blancs et nuls | Blancs et nuls      | Blancs et nuls | 447          | 1,17         | 822         | 1,88        |  |
| Exprimés       | Exprimés            | Exprimés       | 37 665       | 98,83        | 42 896      | 98,12       |  |

#### Deuxième circonscription (Sartène)
|                | Jean-Paul de Rocca Serra sortant réélu | RPR (UNM)      | 11 219 | 55,79  |  |  |  |
|                | Dominique Bucchini                     | PCF            | 4 512  | 22,44  |  |  |  |
|                | Toussaint Luciani                      | MRG            | 4 319  | 21,48  |  |  |  |
|                | Vincent Desanti                        | Divers droite  | 57     | 0,28   |  |  |  |
|                |                                        |                |        |        |  |  |  |
| Inscrits       | Inscrits                               | Inscrits       | 30 349 | 100,00 |  |  |  |
| Abstentions    | Abstentions                            | Abstentions    | 9 991  | 32,92  |  |  |  |
| Votants        | Votants                                | Votants        | 20 358 | 67,08  |  |  |  |
| Blancs et nuls | Blancs et nuls                         | Blancs et nuls | 251    | 1,23   |  |  |  |
| Exprimés       | Exprimés                               | Exprimés       | 20 107 | 98,77  |  |  |  |